# Digos
Digos – miasto na Filipinach, w regionie Davao, stolica prowincji Davao del Sur.